# 三重県道39号青山美杉線
三重県道39号青山美杉線（みえけんどう39ごう あおやまみすぎせん）は、三重県伊賀市から津市に至る主要地方道（三重県道）である。伊賀コリドールロードの一部を構成している。

## 概要
1977年まで一般県道671号阿保八知線だった。
全線において狭隘な区間が多いが、一部バイパスの供用や伊賀コリドールロード区間の整備、川上ダム建設に伴う付け替え工事によって改良が行われている。

### 路線データ
- 起点：伊賀市青山羽根（三重県道29号松阪青山線交点）
- 終点：津市美杉町八知（三重県道15号久居美杉線交点）
- 総延長：18,597 m

## 歴史
- 1977年（昭和52年）3月18日 - 路線認定[1]。
- 1993年（平成5年）5月11日 - 建設省から、県道青山美杉線が青山美杉線として主要地方道に指定される[2]。
- 2010年（平成22年）2月10日 - 川上ダム建設に伴う付け替え区間の一部供用開始。
- 2017年（平成29年）11月9日 - 川上ダム建設に伴う付け替え区間の全面供用開始。

## 路線状況
- 通過する公共交通：青山行政バス 高尾線（小河内橋～高尾[3]）

### 重複区間
- 三重県道691号名張青山線（伊賀市川上 - 伊賀市高尾）
- 三重県道693号蔵持霧生線（伊賀市高尾 地内）

### 道路施設

#### トンネル
- 北野トンネル (257m) - 2017年（平成29年）11月9日供用開始。

#### 橋梁
- 猫また大橋 (橋長226m) - 2019年（平成29年）11月9日供用開始。
- 稲葉橋 (橋長33.5m) - 2019年（平成29年）11月9日供用開始。

### 利用状況
平日12時間交通量
伊賀市川上 362台
津市美杉町八知 173台

## 地理
- 伊賀市と津市の市境で桜峠を通過する。

### 通過する自治体
- 伊賀市
- 津市

### 交差する道路
- 三重県道29号松阪青山線（起点）
- 三重県道691号名張青山線（伊賀市川上）
- 三重県道691号名張青山線（伊賀市高尾）
- 三重県道693号蔵持霧生線（伊賀市高尾）
- 三重県道693号蔵持霧生線（伊賀市高尾）
- 三重県道755号老ヶ野古田青山線（伊賀市高尾、津市境（桜峠））
- 三重県道15号久居美杉線（終点）

### 沿線にある施設など
- 川上ダム
- 観音寺
- 高尾地区市民センター
- スケートボードに乗るソニックの像

## 参考資料
- 『県別マップル24 三重県道路地図』（昭文社、2009年3版1刷発行、ISBN 978-4-398-62474-1 、44,48,49ページ）